# Armando de Solms-Laubach
Armando (português brasileiro) ou Hermano (português europeu) Maximiniano Carlos Luís Frederico (em alemão: Hermann Maximilian Carl Ludwig Friedrich; 1842–1915), melhor conhecido como Armando (português brasileiro) ou Hermano (português europeu) de Solms-Laubach (em alemão: Hermann zu Solms-Laubach), foi um botânico alemão. Foi eleito membro da Royal Society em 1902.[carece de fontes?]